# Škržna brazda
Škržna (branhialna) brazda je eden od štirih parnih ugreznin, podobnih jarkom, v ektodermu nad škržnim črevesom pri zarodku. Ležijo nasproti škržnim žepom, med škržnimi žepi in brazdami p se tvori pet škržnih lokov.

## Razvoj
Na škržnem črevesu se pojavijo štiri ektodemalne škržne brazde v petem tednu zarodkovega razvoja:
- odzadnji del prve škržne brazde prodre v mezenhim in tvori zunanji sluhovod, vrhnjica (epitelij) na dnu zunanjega sluhovoda pa sodeluje pri nastanku bobniča;
- mezenhim druge škržne brazde se aktivno razmnožuje in prerašča tretjo in četrto škržno brazdo. Druga škržna brazda se združi z epikardnim grebenom in na ta način druga, tretja in četrta škržna brazda izgubijo stik z zunanjostjo. Nastane prehodna votlina, imenovana cervikalni sinus, ki jo pokriva ektodermalna vrhnjica. Cervikalni sinus kasneje največkrat izgine.